# 陈京玉
陈京玉，中华人民共和国政治人物、全国脱贫攻坚先进个人。

## 生平
陈京玉任鲁山县四棵树乡黄沟村第一书记，平顶山市教育体育局电教馆馆长。因在脱贫攻坚战中作出突出贡献，2021年2月25日全国脱贫攻坚总结表彰大会上，陈京玉被授予“全国脱贫攻坚先进个人”。